# MPA (uddannelse)
 For alternative betydninger, se MPA. (Se også artikler, som begynder med MPA)
MPA (Master of Public Administration) er en videregående tværfaglig og forskningsbaseret lederuddannelse på et internationalt niveau for nuværende og kommende ledere i den offentlige sektor, frivillige og faglige organisationer samt private virksomheder, der arbejder sammen med stat og kommune. 
Uddannelsen foregår på Aalborg Universitet og CBS, og har en varighed på to år som deltidsstudium

## Krav for optagelse
- Minimum en 3-årig videregående uddannelse (svarende til bachelor-niveau)
- Minimum 5 års relevant erhvervserfaring efter endt uddannelse
- Gode læse- og talefærdigheder i engelsk
- Desuden skal du være rede til at tage en English Proficiency Test (EPT) og en analytisk test

## Undervisning, fag etc.
Uddannelsen tilrettelægges som en vekselvirkning mellem undervisning i relevante fagområder og projekter, seminarer og tværgående cases, der skal integrere teorier og metoder fra fagområderne og forankre dem i praksis. I uddannelsen indgår feltstudier i udlandet.
- Fagudbuddet består af de 3 kernefag: 
  - Politologi – beskæftiger sig med hoveemnerne: det politiske system – historie og teori, politiske institutioner – placering og aktører, kontraktstyring – nye politiske processer, samt teori og metode.
  - Økonomi – behandler emnerne: økonomistyring, offentlig økonomi, offentlig virksomhedsøkonomi og institutionsøkonomi samt makroøkonomi.
  - Organisation – behandler nogle af de problemer, dilemmaer og paradokser, der kendetegner ledelse og ændring i offentlige organisationer i dag.
- samt et tværgående integrationsfag:
  - Strategi og ændringer – er et overordnet integrationsfag, der bygger videre på kernefagenes og de valgfri fags emner. Ud fra disse fag arbejdes der med forskellige strategier for ændringer i organisationen.

## Tidsforbrug
- 1. år består af de 3 kernefag a 60 timer, et internationalt sommerseminar af 1-2 ugers varighed, et tværgående element og et afsluttende projektarbejde.
- 2. år består af 3 valgfrie fag a 30 timer, af faget strategi og ændringer på i alt 60 timer. Der er desuden et studieophold i udlandet af 2-4 ugers varighed og endelig udarbejdelsen af masterafhandling.